# Москитос
Москитос (исп. Golfo de los Mosquitos) — залив Карибского моря у берегов севера Панамы, у провинции Верагуас, и Коста-Рики. На западе ограничен полуостровом Вальенте. У входа ширина около 370 км, наибольшая глубина — 1188 м. Средняя величина приливов — 0,6 м. Берега низменные. На западе залива расположена лагуна Чирики. Остров Эскудо-де-Верагуас является основным островом в заливе.